# Azoospermia
La azoospermia es un trastorno orgánico en el cual el hombre tiene una ausencia de espermatozoides en su semen. Se asocia con muy bajos niveles de fertilidad. Según un estudio de la Sociedad Española de Bioquímica Clínica y Patología Molecular (SEQC), el 60 % de los análisis de esperma presentan parámetros alterados, y alrededor de un 7 % tienen una concentración de espermatozoides muy baja o nula.
El primer estudio a realizar frente a una azoospermia es la determinación de la hormona FSH que se produce en la glándula hipófisis (adenohipófisis) y es la responsable de que el testículo produzca espermatozoides. Así, si se halla en concentraciones muy altas, nos indica la ausencia o disminución de las células madre de los espermatozoides (espermatogonias). Otra de las pruebas que se realiza es un espermiograma, un análisis del semen que aporta mucha información sobre la morfología de los espermatozoides. Para completar el estudio, el hombre se someterá a un análisis de sangre permite determinar si hay incidencia de posibles factores hormonales. Por último se realiza la biopsia testicular, una pequeña intervención que permite extraer una pequeña muestra de espermatozoides del testículo.

## Tipos
- Azoospermia secretora: es la más frecuente, suponiendo un 70 % de los casos de azoospermia. Ocurre cuando los testículos no producen espermatozoides, por lo que está fallando la espermatogénesis. Por tanto, es infértil. Esto puede ser por diferentes causas: exposición a tóxicos, desequilibrios hormonales, problemas en los testículos (inflamaciones, traumatismo…) trastornos genéticos, quimioterapia o radioterapia, etc. Algunos de estos casos pueden ser reversibles, como el evitar la exposición al tóxico o corregir la alteración hormonal, o irreversibles como la quimioterapia, es por eso que antes de un tratamiento de este tipo hay que informar al paciente si quiere preservar su fertilidad congelando por ejemplo su semen. Además, también puede tener lugar la azoospermia congénita, es decir, desde el nacimiento.[2]

- Azoospermia obstructiva: se fabrican espermatozoides pero no se llegan a secretar, por lo que los espermatozoides están en el testículo. Por tanto, sería fértil. Lo más común de este tipo son la ausencia de conductos deferentes, que puede ser congénita o debida a una intervención quirúrgica como la vasectomía, o también tener otras causas como inflamación o traumatismos en algunas de las partes del aparato reproductor masculino. Por lo tanto, en determinados casos la azoospermia puede ser reversible o si no fuera posible, se podrían obtener los espermatozoides gracias a una biopsia testicular.[2]

## Clasificación
Muchas de estas condiciones pueden causar diferentes grados de oligospermia previamente.

### Pretesticular
Se caracteriza por la estimulación inadecuada de los testículos y el tracto genital. Normalmente, los niveles de la FSH son bajos , dando lugar a una mala estimulación de los testículos para producir espermatozoides. Algunos ejemplos de esto son el hipopituitarismo, hiperprolactinemia y la supresión exógena de la FSH por la testosterona. Además, la quimioterapia puede suprimir la espermatogénesis. Este tipo de azoospermia es no obstructiva.

### Testicular
Aquí, los testículos son anormales, está atrofiados y la producción del esperma es bastante pobre, llegando a no haber. La FSH está bastante elevada debido a que no se está inhibiendo. Incluye la ausencia de espermatozoides, así como su maduración. En definitiva, la espermatogénesis no ocurre adecuadamente. 
Algunas causas de que ocurra este tipo de azoospermia son problemas congénitos, como el síndrome de Klinefelter, cliptorquidia, además de infecciones, cirugía o radiación. Los mastocitos liberan mediadores inflamatorios pueden actuar impidiendo la movilidad de los espermatozoides (algo que es reversible). Este tipo de azoospermia es no-obstructiva.

### Posttesticular
Se produce el esperma, pero no es eyaculado. La principal causa es una obstrucción física de los tractos genitales. Sin embargo, puede haber más razones como agenesis del vas deferens en fibrosis quística o una infección. 

### Desconocidas
La azoospermia idiopática se produce cuando no se sabe la causa de la condición. Puede deberse a múltiples factores, como la edad o el peso. Se ha visto recientemente que hay cierta relación entre el sobrepeso y la azoospermia. No obstante, la causa es aún desconocida.

## Tratamientos
El tratamiento dependerá del tipo de azoospermia del que se trate, es decir, secretora u obstructiva. Cabe destacar que algunos tipos de azoospermia no tienen solución y no será posible obtener ningún espermatozoide. 
En aquellos varones diagnosticados de azoospermia obstructiva, la realización de una biopsia testicular podría ser una solución para la obtención de espermatozoides. Además, la microcirugía, eliminando la obstrucción y uniendo los conductos, la epididimovasostomía o la vasovassostomía también permitiría tratar la azoospermia y poder conseguir espermatozoides en el varón. 
En cambio, el tratamiento hormonal será elegido para los pacientes con azoospermia secretora.

## Formas
- ia, problemas hormonales, o trastornos genéticos.

La Azoospermia está reportado en efectos colaterales de las drogas androgénicas.
Problemas en el desarrollo o descenso de los testículos (ausencia  escaso desarrollo del testículo, criptorquidia, etc.)
Problemas de los testículos (inflamaciones, traumatismos)
Radioterapia y quimioterapia
Problemas hormonales
Trastornos genéticos

## Aspermia
Aunque ambas son causa de infertilidad, es importante matizar la diferencia entre azoospermia (falta de células espermáticas en el semen tras el orgasmo) y aspermia (falta total de semen). 
La aspermia, también es conocida científicamente como aneyaculación. Se produce por dos motivos principales:
- Eyaculación retrógrada. En este caso el esperma, en lugar de ser expulsado hacia el exterior con la eyaculación, fluye hacia el interior, hacia la uretra. El motivo de este retroceso suele ser un mal funcionamiento de los músculos de la zona (esfínter y músculos de la vejiga), que son incapaces de impulsar el fluido seminal hacia afuera.
- Obstrucción o problemas en los conductos. La aparición de pequeños quistes o infecciones graves en el aparato reproductivo y urinario pueden provocar inflamación y obstrucción de los conductos seminales. En un número mínimo de casos, el varón puede tener algún tipo de trastorno genético o físico por el que no tenga conductos seminales o estén mal formados dificultando la salida del esperma.
- Antihipertensivos
A pesar de afectar negativamente a la fertilidad, la aspermia no impide el embarazo. De hecho, el semen de los hombres que padecen aspermia puede contener un elevado número de espermatozoides y de buena calidad. El problema es que éste no fluye hacia el exterior, no hay eyaculado.